# 南大阪
南大阪（みなみおおさか）は、大阪府南部あるいは大阪市南部を指す呼称。大阪南部と呼ばれることも多いが、その範囲は明確ではない。大阪市南部の範囲はおおよそ中央大通以南だが、中でも旧住吉郡に属していた阿倍野区、住吉区、住之江区、東住吉区、平野区に「南大阪」や「阪南」を冠する施設や学校が多い。

## 南大阪を冠する法人や団体など
- 南大阪町 - 羽曳野市の市制以前の名称。1959年に南大阪市として市制を施行したが、現市名に即日改称した。
- 近鉄南大阪線 - 近畿日本鉄道が運営する鉄道路線の1つ。
- 南大阪地域大学コンソーシアム - 南大阪地域の大学が産官学連携を図るために設立した特定非営利活動法人（NPO）。
- 大阪府立南大阪高等職業技術専門校  - 大阪府和泉市にある工業団地「テクノステージ和泉」に開校した職業能力開発校。
- 南大阪朝鮮初級学校 - 大阪市住之江区にある朝鮮学校。
- 南大阪看護専門学校 - 大阪市西成区にある看護師養成の専修学校。
- 南大阪臨床検査技師専門学校 - かつて大阪市西成区にあった臨床検査技師養成の専修学校。
- 南大阪大学 - 太成学院大学の旧称。
- 南大阪聖書教会 - 泉大津市にあるプロテスタントの単立教会。

## その他（外部リンク）
- 南大阪管弦楽団 - 1989年11月に南河内を中心に発足したアマチュアオーケストラ。
- 特定医療法人景岳会 南大阪病院 - 大阪市住之江区の総合病院。
- 南大阪動物医療センター - 大阪市平野区の動物病院。
- 株式会社南大阪電子計算センター - 大阪府貝塚市に本社を置くソフトウェア開発会社。

## 南大阪のスポーツ、文化
- 近畿大学附属高等学校 - 東大阪市にある高等学校。全国高等学校野球選手権大会（夏の甲子園）の2008年の記念大会に「南大阪代表」として出場した。
- だんじり祭り - 主に南大阪の泉南地域などで開催される祭（兵庫県など他県でも行われている）。特に勇壮な岸和田市の岸和田だんじり祭りは全国的に有名である。
- まいど!南大阪信用金庫 - 八尾市に本店を置き実在した信用金庫をモデルに書いた漫画。平井りゅうじ原作、北見けんいち作画による。